# Adamo Scoto
Adamo Scoto, chiamato anche Adamo Anglico, Adamo Premostratense, Adamo di Dryburgh e Adamo Certosino (1140 circa – 1212), è stato un teologo e monaco cristiano britannico.
Premostratense, poi coadiutore dell'abate a Dryburgh in Scozia, passò a Prémontré in Francia, quindi si fece certosino a Witham Friary nel Somerset.
Scrisse un centinaio di sermoni e numerosi trattati ascetici e mistici, in cui è sensibile l'influenza di San Bernardo.

## Biografia
Nacque intorno al 1140 nella zona di confine anglo-scozzese (Northumberland e Scottish Borders) da genitori i cui nomi e identità sono sconosciuti. I dettagli della sua prima educazione non sono noti.
Si sa che rifiutò la vita clericale in favore del monachesimo, entrando nella casa premostratense di Dryburgh da giovane e diventando sacerdote lì nel 1165 all'età di venticinque anni. Adam prestò servizio sotto i primi due abati, Roger e Gerard, prima che nel 1184 Adam stesso diventasse abate. Non è chiaro se Adam divenne un abate a pieno titolo o se fu solo abate in carica o coadiutore. L'abate Gerard fu probabilmente infermo a causa di una malattia e Adam apparentemente rifiutò di essere benedetto da un vescovo mentre l'abate Gerard era ancora in vita.
Adam fu convocato a Prémontré, in Francia, dal suo abate, il ministro dell'ordine. Mentre era in Francia, Adam visitò il priorato certosino di Val Saint Pierre (oggi nel comune di Braye-en-Thiérache), che lo impressionò così tanto che lui stesso giurò di diventare certosino, dimettendosi dall'abbazia di Dryburgh. In questo, stava seguendo le orme dell'abate Roger, il primo abate di Dryburgh, che si era ritirato a Val Saint Pierre nel 1177.
Adam tornò in Gran Bretagna e visitò il vescovo Ugo di Lincoln. Dopo essersi consultato con questa figura certosina di alto rango e futuro santo, Adam si unì al vecchio priorato di Ugo a Witham, nel Somerset. Tuttavia, i premostratensi non rinunciarono a cercare di farlo tornare, e fu solo dopo l'intervento del vescovo Ugo che fu rilasciata ad Adam una lettera nullaosta. Adam sarebbe rimasto a Witham fino alla sua morte, forse nell'anno 1212. Noto per la sua rigorosa condotta morale, si dice che fosse di media altezza e fosse noto per la sua allegria, la sua abilità come predicatore e la sua buona memoria.

## Opere
- De tripartito tabernaculo (Dryburgh, 1180)
- Liber de quadripartito exercitio cellae (Il quadruplice esercizio della cella) (Witham, 1190)
- Liber de ordine, habitu et professione canonicorum ordinis Praemonstratensis
- Sermones